# 李威光故居
李威光故居，位于中国广东省梅州市五华县华城镇黄埔村下四角坊，2010年5月10日被公布为广东省文物保护单位。